# Ali Akbar Velayati

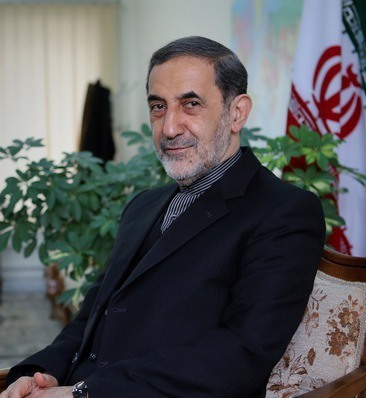
Ali Akbar Velayati

Ali Akbar Velayati (persiska: ‌علی‌اکبر ولایتی) född 25 juni 1945 i Teheran, är en iransk islamist, diplomat och politiker för det islamistiska koalitionspartiet. Velayati tjänstgjorde som Irans utrikesminister i mer än 16 år under premiärminister Mir-Hossein Mousavi och presidenterna Ali Khamenei och Ali Akbar Hashemi Rafsanjani, och han är den enda person som har haft den befattningen i mer än tio år. Han var en av kandidaterna till det iranska presidentvalet 2013. Han sitter för närvarande i Irans säkerhetsråd och är rådgivare till Ali Khamenei.
Han är barnläkare och infektionsläkare, med utbildning från Teherans universitet och Johns Hopkins University i USA.